# Delírios de um Anormal
Delírios de um Anormal és una pel·lícula de terror brasilera del 1978 dirigida per José Mojica Marins. Marins també és conegut pel seu alter ego Zé do Caixão (traduïble com Pep del Taüt). La pel·lícula presenta a Zé do Caixão com a personatge central, tot i que no forma part de la "trilogia de Zé do Caixão".

## Trama
La història està construïda al voltant d'un muntatge d'escenes que es van ometre o censurar de quatre de les pel·lícules anteriors de Marins: O Despertar da Besta (1969), Esta Noite Encarnarei no Teu Cadáver (1967), Exorcismo Negro (1974) i O Estranho Mundo de Zé do Caixão (1968). Marins va filmar aproximadament 35 minuts d'escenes noves, afegint també els personatges a la trama. Marins es retrata a si mateix i també al personatge de Zé do Caixão a la pel·lícula.
La història està construïda al voltant del Dr. Hamílton, un psiquiatre que està atemorit pels malsons en què Zé do Caixão intenta robar la seva dona. Els seus col·legues decideixen buscar ajuda mèdica amb l'ajuda del cineasta Jose Mojica Marins (que apareix com ell mateix), que intenta tranquil·litzar el Dr. Hamílton que Zé do Caixão és només una creació de la seva ment.

## Repartiment
- José Mojica Marins - Ell mateix/Zé do Caixão
- Jorge Peres - Dr. Hamilton
- Magna Miller - Tânia, esposa del Dr. Hamilton
- Jayme Cortez
- Lírio Bertelli
- Anadir Goi
- João da Cruz
- Alexa Brandwira
- Walter Setembro
- Natalina Barbosa